# Hispania (Personifikation)

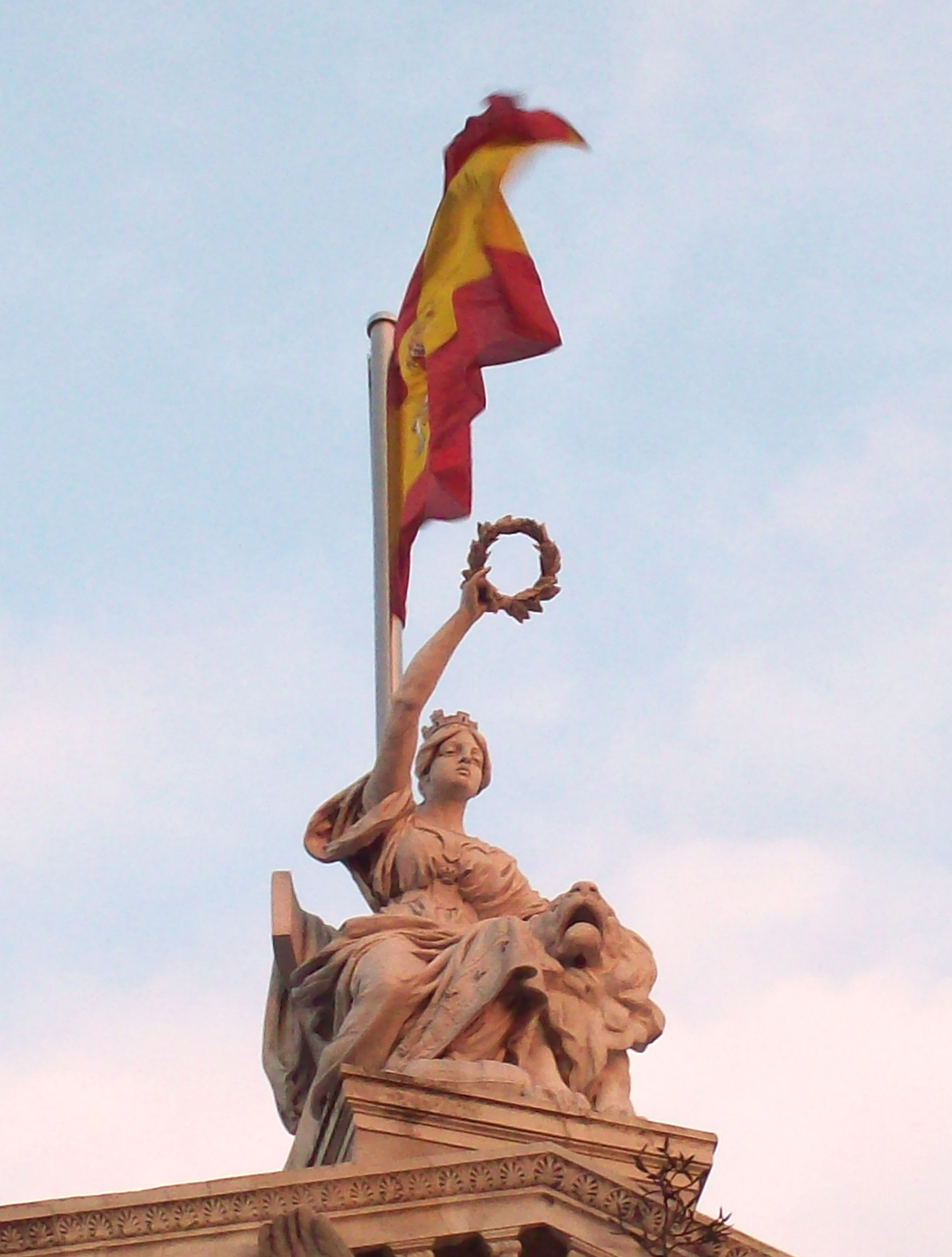
Hispania, die die Arbeiten ihrer Kinder symbolisch mit einem Lorbeerkranz belohnt. Agustín Querol. Biblioteca Nacional de España.

Hispania ist die Nationalallegorie Spaniens.

## Antike
Vorläufer dieser Darstellung waren einige Münzen, auf denen ein Reiter (équite) mit einem Speer und mit der Legende HISPANORVM dargestellt war. Diese entsprachen der ersten Hälfte des zweiten Jahrhunderts v. Chr. und wurden in Morgantina (Sizilien) geprägt. Diese Münzen wurden von den hispanischen Söldnern hergestellt, die auf Befehl des römischen Senats während des Zweiten Punischen Krieges die Regierung dieser sizilianischen Stadt erhielten.

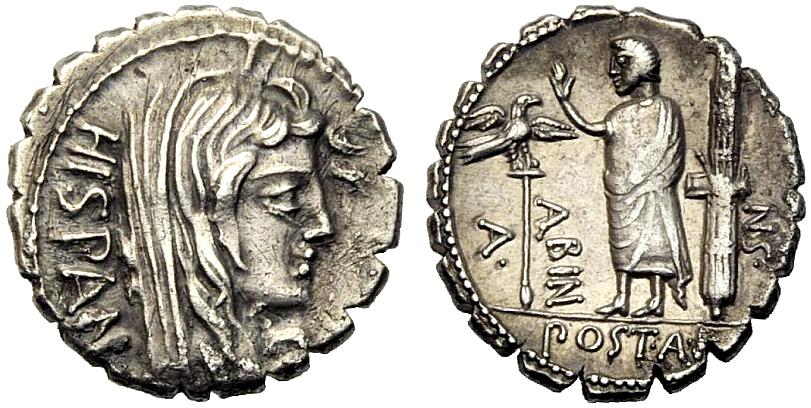
Denar, 81 v. Chr.

Die erste Darstellung von Hispania tauchte während der Römischen Republik auf: Es war ein Frauenkopf mit der Legende HISPAN, er wurde in Rom von der Familie der Postumier 81 v. Chr. geprägt. Seitdem tauchten während der gesamten Römerzeit neue Münzen mit allegorischen Darstellungen von Hispania mit unterschiedlichen Attributen auf.
Im Römischen Reich geriet sie in Vergessenheit, weil die Bedeutung der Münzen auf Rom und Konstantinopel fiel, abgesehen von den provinziellen Allegorien. 

## Neuzeit
Erst mit Beginn der Peseta (1869: Sturz von Isabella II.) tauchte sie in der Numismatik wieder auf, basierend auf der Allegorie, die im Modell aus der Zeit Hadrians verwendet wurde, diesmal allerdings mit der Legende ESPAÑA (Spanien). Von diesem Jahr an wurden Denkmäler, Statuen und Reliefs mit der Allegorie von Hispania außerhalb der Geldwelt hergestellt.
In den letzten Jahren der Peseta tauchte sie (auch mit dem Adriano-Modell) auf Münzen der Jahre 1999, 2000 und 2001 wieder auf. Die Zweite Spanische Republik hatte auch ihre eigene Allegorie, die auf Hispania basiert.